# Adalberto Barros Leal
Francisco Adalberto de Oliveira Barros Leal (Baturité, 23 de janeiro de 1925 — Fortaleza, 22 de dezembro de 1995) foi um jurista e político brasileiro.
Foi presidente do Tribunal de Justiça do Estado do Ceará e, foi Governador do Estado do Ceará. Seu nome batizou também a unidade prisional de Caucaia, conhecida como "Carrapicho".

## Vida pessoal
Adalberto Barros Leal nasceu no Município de Baturité, interior do Ceará, em 23 de janeiro de 1925, filho de João Paulino de Barros Leal Filho e Mariana de Oliveira Barros Leal. 
Fez os estudos primários e secundários no Grupo Escolar e no Colégio Salesiano Domingos Sávio, de sua cidade natal, e no Liceu do Ceará, em Fortaleza. Bacharelou-se em Direito pela Universidade Federal do Ceará (UFC) em 1951. Casou-se com Maria Luiza Penha Barros Leal (1932-2012) e teve nove filhos.
Faleceu em 1995, pouco após completar 70 anos de idade, devido a insuficiência renal.

## Carreira
Aprovado em concurso para a Magistratura em 1958. Foi nomeado para a Comarca de Tamboril, mas fora removido. Passou para a de Pacoti. Em 28 de abril de 1964, foi promovido para titular da Comarca de São Gonçalo do Amarante. Promovido à 3ª entrância, em 28 de março de 1967. Serviu em Baturité, sua terra natal.
O Governo o nomeou para o Tribunal de Justiça a 27 de junho de 1983, para a vaga aberta com a aposentadoria do Desembargador Francisco Pasteur dos Santos. Assumiu a Presidência da Corte de Justiça Cearense no biênio 1993-1994.
No Palácio, Adalberto Barros Leal cumpriu todos os acordos políticos que haviam sido firmados para a eleição indireta do novo governante pela Assembleia Legislativa.